# Capcir
Capcir er et historisk landskab i departementet Pyrénées-Orientales i det sydlige Frankrig. Capcir grænser op til landskaberne Conflent og Haute Cerdagne og departementerne Aude og Ariège.
Capcir ligger omkring Audes øvre løb.
De vigtigste byer er Formiguères og Les Angles. I alt er der 7 kommuner og en samlet befolkning på 1.827 (2006).
Historisk er Capcir et catalansk comarca, men det har siden Pyrenæerfreden i 1659 tilhørt Frankrig. Først som en del af provinsen Roussillon og siden den franske revolution som en del af departementet Pyrénées-Orientales.
- Les Angles
- Lac des Bouillouses
- Lac de la Coumasse

42°36′00″N 2°07′00″Ø / 42.6°N 2.1167°Ø